# Macaca silenus
El sileno, macaco de cola de león, mono león o mono barbudo (Macaca silenus) es una especie de primate catarrino de la familia Cercopithecidae. Es endémico de los Ghats occidentales (suroeste de India) y se encuentra en peligro de extinción, con una población total de menos de 4000 ejemplares (probablemente en torno a 2500).
Como otros monos del sur y este de Asia, esta especie es preferentemente arborícola, aunque no tiene el menor problema para moverse por el suelo si es necesario. El pelo recubre todo el cuerpo salvo cara, manos y pies, que al igual que este son negros; es más largo en la espalda y sobre todo a los lados de la cara, donde destaca una voluminosa barba de pelo claro. Mide hasta 60 cm de la cabeza al inicio de la cola, midiendo ésta más de la mitad de la longitud del cuerpo y teniendo un mechón de pelo más largo en el extremo. De complexión delgada y alargada, este mono tiene un peso de apenas 3 a 10 kg, lo que le convierte en uno de los macacos más pequeños que existen.
Su hábitat exclusivo es el lluvioso bosque tropical que se extiende por las montañas de la punta sur de la India hasta los 1500 metros de altitud. Son diurnos, pero se muestran enormemente desconfiados con el hombre y huyen de él ante la mínima aproximación, lo que contrasta fuertemente con el exhibicionismo de muchos otros primates en India. Los silenos (nombre que toman de Sileno, el rey de los sátiros del bosque en la mitología griega) son animales sociales con una rígida estructura jerárquica, que viven en grupos de 10 a 20 individuos. Las hembras siempre superan en número a los machos, aunque son estos los que dirigen el grupo y se encargan de defender el territorio (que puede llegar a las 130 ha) frente a otros grupos rivales. La mayoría de las veces basta con un coro de gritos para evitar los enfrentamientos, pero cuando estos no dan resultado su agresividad aumenta considerablemente. Tienen una dieta omnívora formada por la ingesta de frutos, semillas, flores y pequeños animales.
Tras aproximadamente seis meses de gestación, las hembras paren una sola cría que cuidan durante un año. Estas alcanzan la madurez sexual a la edad de 4 años si son hembras o 6 si son machos. Viven unos 20 años en libertad, aunque en cautividad pueden superar la treintena.
Los silenos se encuentran entre los primates más raros y amenazados en la actualidad, debido fundamentalmente a la pérdida y fragmentación de su hábitat. La mayoría de las poblaciones actuales se concentra en pequeños bosques aislados del resto, lo que complica su permanencia a largo plazo. Por esta razón, muchos parques zoológicos de todo el mundo están llevando a cabo programas de cría en cautividad.